# Spain... on the road Again
Spain... on the road Again es una serie de televisión estadounidense que describe la cocina española de diversas regiones, es una serie producida por PBS, la televisión pública estadounidense. Muchas de las características culinarias van acompañadas e introducidas por el Iron Chef Mario Batali, la actriz Gwyneth Paltrow, el escritor culinario del New York Times Mark Bittman, y en algunas ocasiones la actriz española Claudia Bassols. Cada uno de los capítulos cubre diferentes regiones de España y sus costumbres culinarias vistas desde un extranjero. Antes de salir a la luz los primeros capítulos en PBS (la semana del 20 de septiembre de 2008), Paltrow y Batali promocionaron su tour y la serie en Oprah. En España se emitió por primera vez en la cadena de pago Viajar, y más tarde en el canal en abierto Nova. A día de hoy se emite en Xplora de Atresmedia Televisión.

## Serie
| #   | Título                                     | Localización                        | Detalle de la localización          | Primera emisión en EE. UU. |
| --- | ------------------------------------------ | ----------------------------------- | ----------------------------------- | -------------------------- |
| 101 | “Tilting Windmills en Castilla la Mancha”  | Castilla-La Mancha y Madrid         | Castilla-La Mancha Madrid           | 20 de septiembre de 2008   |
| 102 | “Pilgrimage to Galicia”                    | Galicia                             | Galicia                             | 27 de septiembre de 2008   |
| 103 | “Coasting Along in Galicia”                | Galicia                             | Galicia                             | 4 de octubre de 2008       |
| 104 | “Landmarks, Legends and the Lap of Luxury” | País Vasco                          | País Vasco                          | 11 de octubre de 2008      |
| 105 | “Basking in Basque Country”                | País Vasco                          | Basque Country                      | 18 de octubre de 2008      |
| 106 | “Rockstar Surprise in Catalunya”           | Cataluña                            | Cataluña                            | 25 de octubre de 2008      |
| 107 | “From the Sublime to the Surreal”          | Cataluña                            | Cataluña                            | 1 de noviembre de 2008     |
| 108 | “A Sultan’s View of Andalucía”             | Andalucía                           | Andalucía                           | 8 de noviembre de 2008     |
| 109 | “Castillian Hog Heaven”                    | Castilla y León                     | Castilla y León                     | 15 de noviembre de 2008    |
| 110 | “Gawking at Gaudí and Asturian Adventures” | Asturias, Cataluña, Castilla y León | Asturias, Cataluña, Castilla y León | 23 de noviembre de 2008    |
| 111 | “Island Hopping”                           | Islas Baleares                      | Islas Baleares                      | 29 de noviembre de 2008    |
| 112 | “Pure Paella”                              | Valencia y Madrid                   | Valencia Madrid                     | 6 de diciembre de 2008     |
| 113 | “Madrid and the End of the Road”           | Madrid                              | Madrid                              | 13 de diciembre de 2008    |

## Otros medios
En octubre de 2008 la editorial HarperCollins publicó en libro la serie bajo el título Spain… A Culinary Road Trip (ISBN 978-0-06-156093-4, OCLC 191930257), escrita por Batali, Paltrow y Julia Turshen. La serie con sus 13 capítulos se lanzó en 4 discos 16×9 NTSC DVD en (OCLC 274228881) enero de 2009.